# Tramlijn Joure - Lemmer

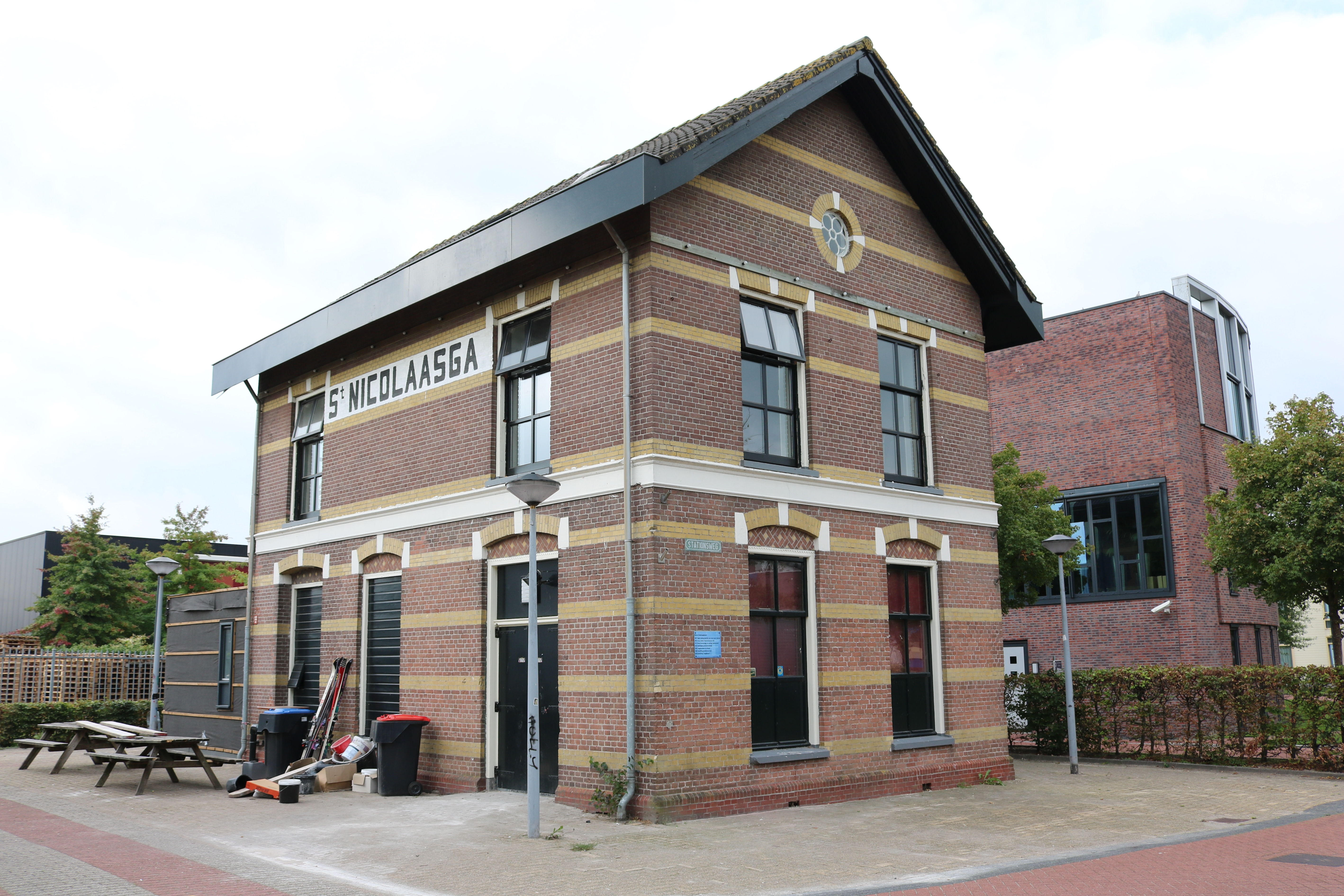
Het voormalige tramstation van Sint Nicolaasga

De tramlijn Joure - Lemmer is een voormalige tram- en later spoorverbinding tussen Joure en Lemmer. Vanaf Joure liep de verbinding verder via de tramlijn Heerenveen -  Joure en tramlijn Joure - Sneek.  In Lemmer bestond tweemaal per dag aansluiting op de Lemmerboot naar Amsterdam. De lengte was ongeveer 18 kilometer.

## Geschiedenis
De lijn werd van 1901 tot 1947 geëxploiteerd door de Nederlandsche Tramweg Maatschappij (NTM), er werd gereden met stoomtrams. Vanaf 1947 reden er alleen nog goederentrams. Later werd de lijn geëxploiteerd door de NS. In 1962 gold als maximumsnelheid 30 km/u. De lijn werd in 1968 gesloten. Begin jaren zeventig is de lijn opgebroken.

## Wetenswaardigheden
De voormalige tramstations van Joure en Sint Nicolaasga zijn behouden gebleven. Het baanvak is nog zeer duidelijk te herkennen in het landschap en is ook nog intact, met uitzondering van een klein stukje in Sint Nicolaasga. In Lemmer loopt de voormalige tramlijn als een voetpad tussen de huizen door, de wijken zijn eromheen gebouwd. Met het oog op de toekomstige uitbreiding van Lemmer is besloten het baanvak intact te houden, zodat het voor de toekomst is veiliggesteld. Er zijn ook plannen om een fietspad op de oude tramlijn aan te leggen. Tussen Sint Nicolaasga en Scharsterbrug is dit voor een deel al gedaan.